# Bulbophyllum hirsutiusculum
Bulbophyllum hirsutiusculum är en orkidéart som beskrevs av Joseph Marie Henry Alfred Perrier de la Bâthie. Bulbophyllum hirsutiusculum ingår i släktet Bulbophyllum och familjen orkidéer. Inga underarter finns listade i Catalogue of Life.